# 華金·普列托
華金·普列托·比亚尔（西班牙語：Joaquín Prieto Vial，西班牙語發音：[xoˈse xo.aˈkim ˈpɾjeto]；1786年8月20日—1854年11月22日）是一位智利政治人物，1831年至1841年擔任智利總統。
華金·普列托在位期間，智利軍隊在將軍曼努埃爾·布爾內斯率領下擊敗安德烈斯·德·桑塔·克魯斯的軍隊，使秘魯-玻利維亞邦聯解散。